# Dario Farina
Dario Farina (Il Cairo, 14 ottobre 1946) è un compositore, cantante e produttore discografico italiano.

## Biografia
Produttore e autore di livello internazionale, è uno dei compositori italiani di maggior successo, attivo prevalentemente negli anni settanta e ottanta. Ha scritto canzoni per i Ricchi e Poveri, Gianni Morandi, Andrea Bocelli, Al Bano e Romina Power, Nada, Gigliola Cinquetti, Drupi, Fiorella Mannoia, Gilbert Montagné, Dalida, Carmelo Pagano, Little Tony, Patty Pravo, Bruno Lauzi, Marcella Bella, Ornella Vanoni, Mal.
Negli anni concepisce molti brani collaborando, tra gli altri, con Franco Migliacci, Mauro Lusini, Sergio Bardotti, Gian Piero Reverberi, Oscar Avogadro, Toto Cutugno, Pupo e con l'etichetta Baby Records di Freddy Naggiar, dove si crea un sodalizio artistico col paroliere Cristiano Minellono per tutti gli anni ottanta.
Si è presentato varie volte come autore al Festival di Sanremo, ed ha vinto due volte di seguito, nel 1984 con Ci sarà cantata da Al Bano e Romina Power e nel 1985 con Se m'innamoro cantata dai Ricchi e Poveri. Nel 1981 si classifica quinto con Sarà perché ti amo,  primo successo dei Ricchi e Poveri nella formazione a tre elementi; nell'anno successivo si è piazzato al secondo posto con Felicità, brano-manifesto della carriera di Al Bano e Romina Power; mentre nel 1985 si aggiudica il terzo posto con Chiamalo amore cantata da Gigliola Cinquetti.
Nel 1982 scrive la musica di Magnifica serata, pezzo cantato dai Ricchi e Poveri col testo di Cristiano Minellono, colonna sonora del film Scusa se è poco con Monica Vitti, Ugo Tognazzi e Diego Abatantuono.
È stato coautore nel 1984 con Gian Piero Reverberi della canzone Odissea Veneziana dei Rondò Veneziano, uno dei maggiori successi planetari del gruppo.
Nel 1994 scrive per Andrea Bocelli il brano La luna che non c'è, con il testo di Antonella Maggio, inserito nell'album di debutto del tenore.
Nel 1986 scrive con il maestro Vince Tempera la musica di Highway to Freedom, su testo inglese pubblicato dal paroliere tedesco Michael Kunze, cantata dai Fahrenheit 104, gruppo composto da Tom Hooker, Maurizio Vandelli, Jane Hill e lo stesso Dario Farina. Contemporaneamente viene realizzata anche la versione italiana di tale brano, con un testo curato da Minellono, che prende il titolo Lascia libero il cielo e viene incisa dai Ricchi e Poveri nell'album in studio Pubblicità del 1987.
È stato anche cantautore: nel 1982 incide il singolo Sei la sola che amo che viene portato al successo dai Ricchi e Poveri nel 1984, i quali con questo brano ottengono il primo posto al Festival dell'Atlantico.

## Le principali canzoni scritte da Dario Farina
| Anno | Titolo                                      | Autori del testo                                    | Autori della musica                                  | Interpreti ed incisioni |
| ---- | ------------------------------------------- | --------------------------------------------------- | ---------------------------------------------------- | ----------------------- |
| 1968 | Il cigno bianco                             | Franco Migliacci e Mauro Lusini                     | Dario Farina e Piero Pintucci                        | Gianni Morandi          |
| 1968 | Torna con me                                | Franco Migliacci                                    | Dario Farina                                         | Carmelo Pagano          |
| 1968 | La mia ragazza sa                           | Franco Migliacci                                    | Dario Farina e Piero Pintucci                        | Gianni Morandi          |
| 1969 | Non c'è ragione                             | Piero Pintucci                                      | Dario Farina                                         | Mal                     |
| 1970 | Che male t'ho fatto                         | Franco Migliacci                                    | Dario Farina e Ubaldo Continiello                    | Little Tony             |
| 1970 | La donna di picche                          | Franco Migliacci e Piero Pintucci                   | Dario Farina                                         | Little Tony             |
| 1970 | Capriccio                                   | Franco Migliacci                                    | Dario Farina e Mauro Lusini                          | Gianni Morandi          |
| 1971 | A quel concerto di Chopin                   | Franco Migliacci                                    | Dario Farina                                         | Gianni Morandi          |
| 1971 | Tic Toc                                     | Franco Migliacci e Mauro Lusini                     | Dario Farina e Ubaldo Continiello                    | Nada                    |
| 1973 | Limpidi pensieri                            | Mauro Lusini e Adriano Monteduro                    | Dario Farina e Paolo Dossena                         | Patty Pravo             |
| 1973 | Ancora un po' d'amore                       | Franco Migliacci e Mauro Lusini                     | Dario Farina e Ubaldo Continiello                    | Nada                    |
| 1973 | Vidi che un cavallo                         | Franco Migliacci e Mauro Lusini                     | Ruggero Cini, Dario Farina e Ubaldo Continiello      | Gianni Morandi          |
| 1973 | Prendi me                                   | Franco Migliacci e Mauro Lusini                     | Ruggero Cini, Dario Farina e Ubaldo Continiello      | Gianni Morandi          |
| 1973 | Quel lungo filo                             | Franco Migliacci e Mauro Lusini                     | Ruggero Cini, Dario Farina e Ubaldo Continiello      | Paola Pitagora          |
| 1975 | Hotel delle stelle                          | Franco Migliacci e Michele Seffer                   | Dario Farina e Angelo Giardinelli                    | Babylonia               |
| 1975 | Indianapolis                                | Franco Migliacci e Michele Seffer                   | Dario Farina e Angelo Giardinelli                    | Babylonia               |
| 1976 | Uomo qualunque                              | Franco Migliacci e Ezio Maria Picciotta             | Dario Farina                                         | Ezio Maria Picciotta    |
| 1976 | Dimmi almeno se                             | Ezio Maria Picciotta                                | Dario Farina                                         | Ornella Vanoni          |
| 1976 | Piccolo                                     | Sergio Bardotti e Giampiero Scalamogna              | Ruggero Cini e Dario Farina                          | Fiorella Mannoia        |
| 1977 | Blu                                         | Sergepy e Sergio Bardotti                           | Mauro Lusini e Dario Farina                          | Gepy & Gepy             |
| 1977 | Domani no                                   | Sergio Bardotti e Ezio Maria Picciotta              | Dario Farina                                         | Ornella Vanoni          |
| 1977 | Nani                                        | Bruno Lauzi                                         | Dario Farina                                         | Bruno Lauzi             |
| 1978 | Dio che cosa non farei...                   | Sergio Bardotti e Ezio Maria Picciotta              | Mauro Lusini e Dario Farina                          | Ezio Maria Picciotta    |
| 1978 | Questo amore                                | Sergio Bardotti e Ezio Maria Picciotta              | Mauro Lusini e Dario Farina                          | Ricchi e Poveri         |
| 1978 | Neve di New York                            | Sergio Bardotti                                     | Mauro Lusini e Dario Farina                          | Ricchi e Poveri         |
| 1978 | Mi manchi                                   | Sergepy e Sergio Bardotti                           | Mauro Lusini e Dario Farina                          | Ricchi e Poveri         |
| 1978 | Fregene                                     | Sergepy e Sergio Bardotti                           | Dario Farina                                         | Ricchi e Poveri         |
| 1978 | Anima                                       | Sergepy e Sergio Bardotti                           | Mauro Lusini e Dario Farina                          | Ricchi e Poveri         |
| 1978 | La montagna                                 | Sergio Bardotti e Ezio Maria Picciotta              | Mauro Lusini e Dario Farina                          | Ricchi e Poveri         |
| 1978 | Chi... io?                                  | Sergepy e Sergio Bardotti                           | Dario Farina                                         | Gepy & Gepy             |
| 1979 | Body to Body                                | Richard Palmer-James e Sergepy                      | Dario Farina e Sergepy                               | Gepy & Gepy             |
| 1979 | Lento                                       | Paolo Amerigo Cassella                              | Dario Farina                                         | Marcella Bella          |
| 1979 | Fandango                                    | Mauro Lusini e Maurizio Piccoli                     | Dario Farina                                         | Nada                    |
| 1979 | Martin Eden                                 | Bill Hughes                                         | Ruggero Cini e Dario Farina                          | Bill Hughes             |
| 1980 | Let it be love                              | Richard Palmer-James                                | Dario Farina                                         | Mal                     |
| 1980 | I'll never be the one                       | Richard Palmer-James                                | Dario Farina                                         | Mal                     |
| 1980 | Cause she believes in me                    | Richard Palmer-James                                | Dario Farina                                         | Mal                     |
| 1980 | Don't save your love                        | Richard Palmer-James                                | Dario Farina                                         | Mal                     |
| 1980 | Silhouette                                  | Paul Bradley e Richard Palmer-James                 | Dario Farina                                         | Mal                     |
| 1980 | Sunday                                      | Richard Palmer-James                                | Dario Farina                                         | Mal                     |
| 1980 | Secrets                                     | Paul Bradley e Richard Palmer-James                 | Dario Farina, Paolo Barabani e Gian Franco Reverberi | Mal                     |
| 1981 | Sarà perché ti amo                          | Pupo e Daniele Pace                                 | Dario Farina                                         | Ricchi e Poveri         |
| 1981 | M'innamoro di te                            | Cristiano Minellono                                 | Dario Farina                                         | Ricchi e Poveri         |
| 1981 | Come vorrei                                 | Cristiano Minellono                                 | Dario Farina                                         | Ricchi e Poveri         |
| 1981 | Made in Italy                               | Cristiano Minellono                                 | Gian Piero Reverberi e Dario Farina                  | Ricchi e Poveri         |
| 1981 | Stasera canto                               | Cristiano Minellono                                 | Dario Farina                                         | Ricchi e Poveri         |
| 1981 | Questa sera                                 | Pupo                                                | Ezio Maria Picciotta e Dario Farina                  | Ricchi e Poveri         |
| 1981 | Alla faccia di Belzebù                      | Angela Brambati e Franco Gatti                      | Dario Farina                                         | Ricchi e Poveri         |
| 1981 | Once In A While                             | Trevor Veitch                                       | Dario Farina                                         | Roberta Kelly           |
| 1982 | Felicità                                    | Cristiano Minellono                                 | Dario Farina e Gino De Stefani                       | Al Bano e Romina Power  |
| 1982 | Angeli                                      | Cristiano Minellono                                 | Dario Farina                                         | Al Bano e Romina Power  |
| 1982 | Arrivederci a Bahia                         | Cristiano Minellono                                 | Dario Farina                                         | Al Bano e Romina Power  |
| 1982 | Mamma Maria                                 | Cristiano Minellono                                 | Dario Farina                                         | Ricchi e Poveri         |
| 1982 | Magnifica serata                            | Cristiano Minellono                                 | Dario Farina                                         | Ricchi e Poveri         |
| 1982 | Venezia                                     | Cristiano Minellono                                 | Pupo e Dario Farina                                  | Ricchi e Poveri         |
| 1982 | Malinteso                                   | Cristiano Minellono                                 | Dario Farina                                         | Ricchi e Poveri         |
| 1982 | Piccolo amore                               | Cristiano Minellono                                 | Dario Farina                                         | Ricchi e Poveri         |
| 1982 | Poveri                                      | Cristiano Minellono                                 | Dario Farina, Gian Piero Ameli e Gino De Stefani     | Ricchi e Poveri         |
| 1982 | Amarsi un po'                               | Cristiano Minellono                                 | Dario Farina                                         | Ricchi e Poveri         |
| 1982 | C'è che sto bene                            | Cristiano Minellono                                 | Dario Farina                                         | Ricchi e Poveri         |
| 1982 | Perché ci vuole l'amore                     | Cristiano Minellono                                 | Dario Farina                                         | Ricchi e Poveri         |
| 1983 | Tu soltanto tu (mi hai fatto innamorare)    | Cristiano Minellono                                 | Dario Farina e Michael Hofmann                       | Al Bano e Romina Power  |
| 1983 | Parigi è bella (com'è)                      | Cristiano Minellono                                 | Dario Farina                                         | Al Bano e Romina Power  |
| 1983 | A me mi torna in mente una canzone          | Cristiano Minellono                                 | Dario Farina                                         | Gigi Sabani             |
| 1983 | Voulez vous danser                          | Cristiano Minellono e Amerigo Paolo Cassella        | Dario Farina                                         | Ricchi e Poveri         |
| 1983 | Acapulco                                    | Cristiano Minellono                                 | Dario Farina e Michael Hofmann                       | Ricchi e Poveri         |
| 1983 | Hasta la vista                              | Cristiano Minellono e Amerigo Paolo Cassella        | Dario Farina                                         | Ricchi e Poveri         |
| 1983 | Sei la sola che amo                         | Cristiano Minellono                                 | Dario Farina                                         | Ricchi e Poveri         |
| 1983 | Dan Dan (È una canzone d'amore)             | Cristiano Minellono                                 | Dario Farina e Michael Hofmann                       | Ricchi e Poveri         |
| 1983 | Cosa sei                                    | Cristiano Minellono                                 | Dario Farina                                         | Ricchi e Poveri         |
| 1983 | Ciao Italy ciao amore                       | Cristiano Minellono                                 | Dario Farina e Michael Hofmann                       | Ricchi e Poveri         |
| 1983 | E io mi sono innamorato                     | Cristiano Minellono                                 | Dario Farina                                         | Ricchi e Poveri         |
| 1983 | Un altro lui un'altra lei                   | Cristiano Minellono                                 | Dario Farina                                         | Ricchi e Poveri         |
| 1983 | Vento caldo                                 | Amerigo Paolo Cassella                              | Dario Farina                                         | Ricchi e Poveri         |
| 1983 | Se tu fossi bello                           | Cristiano Minellono                                 | Dario Farina                                         | Barbara Bouchet         |
| 1983 | Vegetable rap                               | Cristiano Minellono                                 | Dario Farina e Gino De Stefani                       | Barbara Bouchet         |
| 1984 | Ci sarà                                     | Cristiano Minellono                                 | Dario Farina                                         | Al Bano e Romina Power  |
| 1984 | Al ritmo di beguine (ti amo)                | Cristiano Minellono                                 | Dario Farina e Michael Hofmann                       | Al Bano e Romina Power  |
| 1984 | Ciao, aufwiedersehen, goodbye               | Amerigo Paolo Cassella                              | Dario Farina                                         | Al Bano e Romina Power  |
| 1984 | Quando un amore se ne va                    | Cristiano Minellono                                 | Dario Farina e Michael Hofmann                       | Al Bano e Romina Power  |
| 1984 | It's forever                                | Romina Power                                        | Dario Farina e Michael Hofmann                       | Al Bano e Romina Power  |
| 1984 | Canzone blu                                 | Cristiano Minellono                                 | Dario Farina                                         | Al Bano e Romina Power  |
| 1984 | Grazie                                      | Cristiano Minellono                                 | Dario Farina e Michael Hofmann                       | Al Bano e Romina Power  |
| 1984 | Leo leo                                     | Amerigo Paolo Cassella                              | Dario Farina e Michael Hofmann                       | Al Bano e Romina Power  |
| 1984 | Un'isola nella città                        | Amerigo Paolo Cassella                              | Dario Farina e Michael Hofmann                       | Al Bano e Romina Power  |
| 1984 | Quanto ti amo                               | Amerigo Paolo Cassella                              | Dario Farina                                         | Collage                 |
| 1984 | Odissea Veneziana                           | -                                                   | Gian Piero Reverberi e Dario Farina                  | Rondò Veneziano         |
| 1984 | J ai le blues de toi                        | Didier Barbelivien                                  | Dario Farina e Gilbert Montagne                      | Gilbert Montagne        |
| 1985 | Se m'innamoro                               | Cristiano Minellono                                 | Dario Farina                                         | Ricchi e Poveri         |
| 1985 | Chiamalo amore                              | Amerigo Paolo Cassella                              | Dario Farina                                         | Gigliola Cinquetti      |
| 1985 | Telecomando                                 | Amerigo Paolo Cassella                              | Dario Farina                                         | Gigliola Cinquetti      |
| 1985 | Les Sunlights des tropiques                 | Didier Barbelivien                                  | Dario Farina e Gilbert Montagne                      | Gilbert Montagne        |
| 1985 | Près de toi                                 | Jean-Michel Bériat                                  | Dario Farina e Gilbert Montagne                      | Gilbert Montagne        |
| 1985 | Dimmi quando                                | Cristiano Minellono                                 | Dario Farina                                         | Ricchi e Poveri         |
| 1985 | Mami Mami                                   | Cristiano Minellono                                 | Dario Farina e Michael Hofmann                       | Ricchi e Poveri         |
| 1986 | Highway to freedom                          | Michael Kunze                                       | Vince Tempera e Dario Farina                         | Fahrenheit 104          |
| 1987 | Lascia libero il cielo (Highway to freedom) | Cristiano Minellono, Oscar Avogadro e Michael Kunze | Vince Tempera e Dario Farina                         | Ricchi e Poveri         |
| 1987 | Canzone d'amore                             | Toto Cutugno                                        | Giancarlo Rampazzo e Dario Farina                    | Ricchi e Poveri         |
| 1987 | Cocco bello Africa                          | Cristiano Minellono e Oscar Avogadro                | Dario Farina                                         | Ricchi e Poveri         |
| 1987 | Voglio stringerti ancora                    | Cristiano Minellono e Oscar Avogadro                | Dario Farina                                         | Ricchi e Poveri         |
| 1987 | New York                                    | Paolo Barabani                                      | Dario Farina                                         | Ricchi e Poveri         |
| 1988 | Questa lontananza brucia                    | Oscar Avogadro                                      | Dario Farina                                         | Ricchi e Poveri         |
| 1988 | Era bella davvero                           | Oscar Avogadro e Amerigo Paolo Cassella             | Dario Farina                                         | Drupi                   |
| 1988 | Sarà                                        | Oscar Avogadro                                      | Dario Farina                                         | Loretta Goggi           |
| 1989 | Conta su me                                 | Oscar Avogadro                                      | Dario Farina                                         | Drupi                   |
| 1994 | La luna che non c'è                         | Antonella Maggio                                    | Dario Farina                                         | Andrea Bocelli          |
| 2012 | Dimmi che mi ami                            | Cristiano Minellono                                 | Dario Farina                                         | Ricchi e Poveri         |
| 2016 | Marikita                                    | Angelo Sotgiu                                       | Dario Farina                                         | Ricchi e Poveri         |

## Discografia[5]

### Album
- 1979 - Destinazione tu (CGD, ARG 33001)
- 1990 - Golden Sound Academy (PolyGram, 847 179-1)

### Singoli
- 1971 - C'è sempre una spiaggia/Una storia per me (Polydor, 2060 022)
- 1976 - Ancora un minuto/La piramide azzurra (Dischi Ricordi, SRL 10.820)
- 1979 - Africa/Notte per notte (CGD, ARG 13001)
- 1982 - Sei la sola che amo/Sei di più (Baby Records, BR 50269)
- 1986 - Dimmi quando/Sei la sola che amo (Baby Records)
- 1986 - Highway to freedom (parte 1)/Highway to freedom (parte 2) (Baby Records, BR 50354) Inciso con il nome di Fahrenheit 104 (maxi gruppo con Tom Hooker, Maurizio Vandelli e Jane Hill)[6]

## Colonne sonore
- 1982 – Colonna sonora (autore) del film Scusa se è poco, regia di Marco Vicario
- 1997 - Colonna sonora (autore) del film Rossini, regia di Helmut Dietl (Germania)[7]

## Riconoscimenti
- Festival di Sanremo 1982: secondo posto con Felicità cantata da Al Bano e Romina Power
- Festival di Sanremo 1984: primo posto con Ci sarà cantata da Al Bano e Romina Power
- Festival di Sanremo 1985: primo posto con Se mi innamoro cantata dai Ricchi e Poveri
- Festival di Sanremo 1985: terzo posto con Chiamalo amore, interpretata da Gigliola Cinquetti
- Festival dell'Atlantico 1984: primo posto con Sei la sola che amo cantata dai Ricchi e Poveri
- Vincitore di due Telegatti d'oro come autore di testi per musica